# Dioš
 Dioš je naselje u Republici Hrvatskoj, u sastavu općine Končanica, Bjelovarsko-bilogorska županija.

## Zemljopis
Dioš je smješten oko 3 km istočno od Končanice, susjedna sela su Šuplja Lipa na sjeveru i Končanica na zapadu.

## Stanovništvo
Prema popisu stanovništva iz 2001. godine, naselje je imalo 140 stanovnika te 41 obiteljskih kućanstava.
| broj stanovnika |       |       |       |       |       | 35    | 25    | 29    | 66    | 72    | 66    | 53    | 57    | 120   | 140   | 144   | 121   |
|                 | 1857. | 1869. | 1880. | 1890. | 1900. | 1910. | 1921. | 1931. | 1948. | 1953. | 1961. | 1971. | 1981. | 1991. | 2001. | 2011. | 2021. |